# Aquarium (musikgrupp)

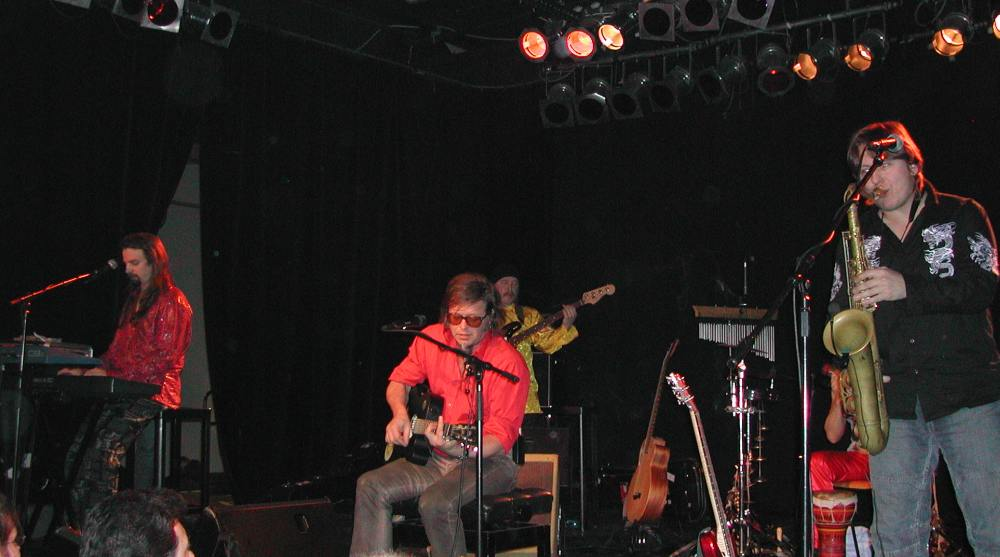
Aquarium (2004)

Akvarium (ryska: Аквариум) är ett experimentellt ryskt rockband som bildades i Leningrad 1972 av Boris Grebenshikov och Anatoly Gunitskij. Under årens lopp har Akvariums musik innefattat en mängd olika stilar såsom folkrock, reggae och improvisation.